# 埃米尔·沃伯格
埃米尔·沃伯格（Emil Gabriel Warburg，1846年3月9日—1931年7月28日）是一名德国物理学家。

## 生平
历任施特拉斯堡、弗赖堡和柏林大学的物理学教授。1895年埃米尔·沃伯格成为普鲁士科学院（Preußischen Akademie der Wissenschaften）院士 
，1899-1905年间担任德国物理学会（Deutsche Physikalische Gesellschaft）主席。沃伯格元件（Warburg element）就是以他的名字命名。

## 成就
- 研究领域包括分子运动论（kinetic theory of gases）、电导率（electrical conductivity）、气体放电（gas discharges）、热辐射（heat radiation）、铁磁性（ferromagnetism）以及光化学（photochemistry）。

## 家庭
埃米尔是犹太沃伯格家族一员。
- 子、奥托·海因里希·沃伯格，1931年诺贝尔生理学或医学奖得主。

## 备注
1. ↑  Warburg又可译为瓦尔堡